# Zatoulaný
Zatoulaný (ve francouzském originále Sauvage) je francouzský hraný film z roku 2018, který režíroval Camille Vidal-Naquet podle vlastního scénáře. Film popisuje osudy mladého bezdomovce, který se živí prostitucí. Snímek měl světovou premiéru na Filmovém festivalu v Cannes 10. května 2018, kde byl uveden v sekci Semaine de la critique. V ČR byl uveden v témže roce na filmovém festivalu Mezipatra. Od července 2019 byla navíc ohlášena jeho distribuční premiéra.

## Děj
22letý Léo žije na ulici a na živobytí si vydělává prostitucí. Je zamilovaný do Ahda, který je také prostitut, ale jen dočasně. Léo potkává Clauda, který má zájem mu pomoci.

## Obsazení
| Félix Maritaud | Léo    |
| Éric Bernard   | Ahd    |
| Nicolas Dibla  | Mihal  |
| Philippe Ohrel | Claude |

## Ocenění
- Festival v Cannes: cena Louise Roederera za filmový objev (Félix Maritaud)
- Festival du film francophone d'Angoulême: nejlepší herec (Félix Maritaud)